# Centre Hausdorff pour les mathématiques
Pour les articles homonymes, voir HCM.
Le Centre Hausdorff pour les mathématiques (Hausdorff Center for Mathematics, HCM) est un centre de recherche mathématique à Bonn, formé par les quatre instituts mathématiques de l'université rhénane Frédéric-Guillaume de Bonn (Institut mathématique, Institut de mathématiques appliquées, Institut de simulation numérique, Institut de recherche en mathématiques discrètes), Institut Max-Planck de mathématiques (MPIM) et Institut des sciences sociales et économiques.  

## Histoire
Le Centre Hausdorff a été créé en 2006 en tant que l'un des dix-sept groupes nationaux d'excellence qui faisaient partie de l'initiative d'excellence du gouvernement allemand . Il a été officiellement inauguré par un colloque les 19 et 20 janvier 2007. En 2012, une deuxième période de financement a été accordée. Le Hausdorff Center est le seul pôle d'excellence dans le domaine des mathématiques en Allemagne.  
Le centre doit son nom au mathématicien Felix Hausdorff (1868-1942). 

## Organisation
Le coordinateur du HCM est Karl-Theodor Sturm. Au total, environ 70 professeurs de Bonn sont affiliés au HCM — tous professeurs de mathématiques, de MPI[pas clair] et d'économie théorique. Ceux-ci incluent le directeur du MPI, Gerd Faltings, qui a reçu la médaille Fields en 1986  et Peter Scholze, qui a reçu la médaille Fields en 2018. 
Le Hausdorff Research Institute for Mathematics (HIM), la Bonn International Graduate School in Mathematics (BIGS) et la Hausdorff School for Advanced Studies in Mathematics font partie du Hausdorff Center: 
- Le Hausdorff Research Institute for Mathematics (HIM) organise des programmes internationaux à long terme et encourage les coopérations entre les mathématiciens allemands et les scientifiques de renommée internationale en mathématiques et en économie mathématique. Il gère également des programmes spécifiques pour les jeunes scientifiques. Le directeur du HIM est Christoph Thiele[7].
- La Bonn International Graduate School in Mathematics (BIGS) soutient le développement scientifique des doctorants. La directrice du BIGS est Barbara Niethammer[8].
- La Hausdorff School for Advanced Studies in Mathematics est un programme de formation destiné aux chercheurs postdoctoraux basés en Allemagne et dans le monde. Il favorise la qualification systématique des jeunes scientifiques[9]. Le directeur est Patrik Ferrari (de).